# Вихманн, Мадис
Ма́дис Ви́хманн (эст. Madis Vihmann; 5 октября 1995, Сангасте, Валгамаа) — эстонский футболист, центральный защитник. Выступал за национальную сборную Эстонии.

## Биография

### Клубная карьера
Воспитанник клуба «Элва». За взрослую команду клуба выступал в 2011—2012 годах в пятом и четвёртом дивизионах.
В 2013 году был отдан в аренду в таллинскую «Левадию». По большей части выступал за вторую команду клуба, за два года провёл 57 матчей и забил 4 гола в первой лиге. В главной команде «Левадии» дебютировал 18 августа 2014 года в матче высшей лиги против таллинского «Калева», заменив на 64-й минуте Артёма Артюнина. Всего за «Левадию» сыграл два матча.
В декабре 2014 года перешёл в таллинскую «Флору». Дебютный матч за клуб в чемпионате Эстонии сыграл 14 апреля 2015 года против «Таммеки», а первый гол забил 9 мая 2015 года в ворота «Левадии». В составе «Флоры» становился чемпионом Эстонии (2015, 2017), обладателем Кубка Эстонии (2015/16) и Суперкубка Эстонии (2016, в матче не играл). Последние матчи за «Флору» провёл в 2018 году.
В первой половине 2019 года играл на правах аренды в чемпионате Норвегии за «Стабек», во второй половине — в премьер-лиге Шотландии за «Сент-Джонстон».
В январе 2020 года 24-летний футболист объявил о завершении профессиональной карьеры по личным причинам.

### Карьера в сборной
С 2014 года выступал за молодёжную сборную Эстонии, провёл более 20 матчей. Также играл за олимпийскую сборную страны.
В национальной сборной Эстонии дебютировал 12 июня 2017 года в товарищеском матче против Латвии. Всего в 2017—2019 годах сыграл 19 матчей.